# Quebrada Chañaral Alto
La quebrada Chañaral Alto es un curso natural esporádico de agua que nace en la precordillera andina y fluye hacia el oeste hasta desembocar en el río Salado (Chañaral) unos kilómetros al oeste de la estación Diego de Almagro (antiguamente llamada Pueblo Hundido).

## Trayecto
La quebrada Chañaral Alto nace en la divisoria de aguas con el salar de Pedernales e inicia su camino hacia el suroeste para luego dirigirse francamente al oeste hasta recibir por el sur la confluencia de la quebrada del Salto y la quebrada de Varas. Luego cambia otra vez su dirección girando hacia el noroeste, donde recibe por el sur a la quebrada La Angostura y entonces desembocar en la quebrada del Salado.
De esta manera, la quebrada drena todo el sector suroriental de la cuenca del río Salado de Chañaral.

## Caudal y régimen
Entre el 25  y el 27 de marzo, el temporal del norte de Chile de 2015 generó inundaciones y aluviones en las ciudades de Chañaral, Copiapó, Taltal, Diego de Almagro, El Salado, Tierra Amarilla, Alto del Carmen, Vicuña, entre otras. El río Salado se desbordó, inundando las localidades de Diego de Almagro, El Salado y Chañaral.

## Historia
Luis Risopatrón lo describe en su Diccionario jeográfico de Chile (1924):: 186 
Chañaral Alto (Quebrada de). Tiene agua en abundancia en los oríjenes de sus tributarias i un salto inclinado de más de 100 m de diferencia de nivel en la parte superior, en el que hai vegas asi como en los primeros hectómetros hacia arriba, a 740 m de altura sobre el nivel de la finca de Chañaral; corre hácia el NW i se junta con la de La Angostura i desemboca en la de El Salado, en las cercanías de la estación de empalme, del ferrocarril a Chañaral de Las Ánimas.
En la misma obra, el autor informa sobre unas vegas de su cuenca superior:
Tranquita (Vegas de la). 26° 38' 69° 36' Son de regular estension, tienen bastante agua i se encuentran en la quebrada del mismo nombre, tributaria de la parte superior de la de Chañaral Alto. 93, p. viii plano, xx i cxiv; 128; i 156; i G. Banquita error litográfico en 93, p. iv plano de Kaempffer (1904).
También tiene entradas para:
Salto (Vegas del) 26° 40' 69° 35' Son estensas, ofrecen vertientes que producen de 0,6 a 1,2 litros de agua por segundo i dan vida a pequeños potreros; se encuentran a 2 420 m de altitud, en la parte superior de la quebrada de Chañaral Alto. 93, p. xix; 128; i 156; i del Salto de Chañaral Alto en 93, p. cxv, cxvi i cxvii.
Salto (Quebrada del) 25° 45' 69° 46' Ofrece agua abundante, vegas casi en sus oríjenes i corre hacia el NW, para desembocar en la márjen S de la parte superior de la de Chañaral Alto. 93, p. xxi i cxiv; 98. carta de San Roman; 128; i 156.
Salto (Vegas del) 26° 40' 69° 35' Son estensas, ofrecen vertientes que producen de 0,6 a 1,2 litros de agua por segundo i dan vida a pequeños potreros; se encuentran a 2 420 m de altitud, en la parte superior de la quebrada de Chañaral Alto. 93, p. xix; 128; i 156; i del Salto de Chañaral Alto en 93, p. cxv, cxvi i cxvii.
Salto de Chañaral Alto (Encanche del) 26° 40' 69° 36' Se deposita en él la leña destinada a los centros mineros de los alrededores í se recolectan los minerales; ofrece potreros alfalfados i se encuentra a 2 335 m de altitud, a corta distancia al W de las vegas de El Salto, en la quebrada de Chañaral Alto. En el mes de mayo se ha observado 0° C como temperatura mínima. 93, p. cxvii.